# Чевель (зупинний пункт)
Че́вель — пасажирський залізничний зупинний пункт Рівненської дирекції Львівської залізниці.
Розташований між селами Залюття та Чевель Старовижівського району Волинської області на лінії Ковель — Заболоття між станціями Заболоття (18 км) та Мощена (29 км).

## Пасажирське сполучення
На зупинному пункті Чевель зупиняються дизель-потяги, що курсують до станцій Ковель, Заболоття та Хотислав.